# بيدرو بيريز فرنانديز (كاتب)
بيدرو بيريز فرنانديز (بالإسبانية: Pedro Pérez Fernández)‏ هو كاتب مسرحي وكاتب إسباني، ولد في 1884 في إشبيلية في إسبانيا، وتوفي في 1956 في مدريد في إسبانيا.

## وصلات خارجية
- بيدرو بيريز فرنانديز على موقع ميوزك برينز (الإنجليزية)